# Kent Nagano
Kent George Nagano (Berkeley, 22 de novembro de 1951) é um maestro americano e administrador operístico. Ele é o atual Diretor Musical da Orquestra Sinfônica de Montreal e da Ópera do Estado Bávaro.

## Biografia
Nagano nasceu em Berkeley, Califórnia. Ele cresceu em Morro Bay, uma cidade na costa da Califórnia. Ele é um descendente de japonês. Estudou sociologia e música na Universidade da Califórnia, Santa Cruz. Após graduar-se, ele mudou-se para a Universidade Estatal de São Francisco, para estudar música. Nessa época, ele participou de cursos de composição com Grosvenor Cooper e Roger Nixon. Ele também estudou na Escola Normal de Música, em Paris.
Seu primeiro trabalho como maestro foi na Companhia de Ópera de Boston, onde ele foi o maestro assistente de Sarah Caldwell. Em 1978, ele tornou-se o maestro da Orquestra Sinfônica de Berkeley. Ele manteve-se na posição até 2009. Durante seu período em Berkeley, Nagano tornou-se o defensor da música de Olivier Messiaen e começou a ter contato com ele. Em 1982, Nagano conduziu a Orquestra Sinfônica de Londres.
Nagano foi o Diretor Musical da Ópera de Lyon de 1988 a 1998, onde ele gravou com a Orquestra da Ópera Nacional de Lyon e coro, numerosos trabalhos de Igor Stravinsky, Claude Debussy, Jacques Offenbach, Carlisle Floyd, Richard Strauss, Péter Eötvös, Francis Poulenc, Carlisle Floyd, Hector Berlioz e Joseph Canteloube.
Ele trabalhou como Maestro Residente da Orquestra Hallé em Manchester, Alemanha de 1992 a 1999. Durante suas temporadas, Nagano recebeu críticas por seus programas caros e ambiciosos.
Em 2000, tornou-se o Maestro Residente e Diretor Artístico da Orquestra Sinfônica Alemã em Berlim, servindo na posição até o ano 2006. Ele fez uma série de gravações com a orquestra, incluindo trabalhos de Ludwig van Beethoven, Arnold Schoenberg, Anton Bruckner, Alexander von Zemlinsky e Gustav Mahler. Em 2001, criou o Prêmio Arnold Schönberg.
Nagano tornou-se o Maestro Principal da Ópera de Los Angeles na temporada 2001/2. Em maio de 2003 ele foi nomeado o Diretor Musical da companhia e permaneceu no cargo até 2006. Também é o maestro convidado regular do Festival de Salzburgo, onde conduziu a première de L'Amour de loin de Kaija Saariaho. Ele também conduziu a première mundial de The Death of Klinghoffer de John Adams, em Bruxelas.
Nagano tornou-se o Diretor Musical da Orquestra Sinfônica de Montreal em 2006 e da Ópera do Estado Bávaro em 2006, seu contrato atual vai até 2011 e ele optou não estender seu contrato em Munique. Seu contrato com a Ópera não permite que ele seja Diretor Musical de outra companhia de ópera. Desde 2015 Nagano é director da Orquestra Filarmônica de Hamburgo e da orquestra da ópera estadual da mesma cidade. Ele é também um dos maestros da Orquestra Nacional Russa.
Nagano é casado com a pianista Mari Kodama, e eles têm uma filha.